# USS Bennington (CV-20)
USS Bennington (CV-20) — американский авианосец типа «Эссекс» времён Второй мировой войны.

## История корабля
Заложен на верфи New York Naval Shipyard 15 декабря 1942 года. Спущен на воду 28 февраля 1944 года. Вступил в строй 6 августа 1944 года.
Участвовал в сражениях против Японии на Тихоокеанском театре военных действий, получив 3 боевых звезды. 8 ноября 1946 года выведен в резерв.
Вновь введен в строй 30 ноября 1951 года после модернизации по проекту SCB-27A. 1 октября 1952 года переклассифицирован в CVA-20.
26 мая 1954 года у берегов Атлантического побережья США на корабле произошёл взрыв в гидравлической системе одной из стартовых катапульт. В результате начавшегося пожара авианосец получил сильные повреждения; погибло 103 члена команды, более двухсот были ранены. Поставлен на ремонт, во время которого прошёл модернизацию по проекту SCB-125, получив угловую палубу. Вновь введен в строй в апреле 1955 года и 30 июня 1959 года переклассифицирован в CVS-20.
Нес службу на Тихом океане в составе 7-го флота США. В августе 1960 столкнулся с эсминцем «Эдвардс». Модернизирован по программе FRAM в рамках бюджета 1963 года.
Принимал участие в войне во Вьетнаме, находясь там в следующие периоды:
- с 20 февраля 1964 по 11 августа 1964
- с 22 марта 1965 по 7 октября 1965
- с 4 ноября 1966 по 23 мая 1967
- с 1 мая 1968 по 9 ноября 1968

9 ноября 1967 года принимал участие в работах по поиску и спасению приводнившегося беспилотного аппарата космического корабля Аполлон-4. 15 января 1970 года выведен в резерв. Списан 20 сентября 1989 года и в 1994 году разделан на металл.